# Эльвира Менендес
Эльви́ра Мене́ндес (исп. Elvira Menéndez; около 880—8 сентября или 8 октября 921) — королева Галисии с 910 года, королева Леона с 914 года, первая жена короля Ордоньо II Леонского.

## Биография
Эльвира была дочерью первого графа Коимбры Эрменгильдо Гутьерреса и Эрмесинды Гатонес. Вероятно, в 892 году Эльвира была выдана замуж за Ордоньо, второго сына короля Астурии Альфонсо III Великого. Брак с Эльвирой обеспечил королю Ордоньо II верность галисийской знати на всё время его правления.
Вместе с мужем Эльвира подписала много сохранившихся до наших дней хартий, выданных галисийской знати, а также храмам и монастырям. В них королевская чета передавала им поместья, сервов и драгоценности. Из монастырей наибольшее число дарений было произведено в пользу Сантьяго-де-Компостелы, Саагуна и Сан-Мартин-Пинарио.
Эльвира скончалась осенью 921 года, когда Ордоньо торжествами отмечал своё возвращение из удачного похода против мавров. Из четырёх сыновей Эльвиры трое — Санчо I Ордоньес, Альфонсо IV Монах и Рамиро II — были королями.